# Razbore, Šmartno pri Litiji
Razbore este o localitate din comuna Šmartno pri Litiji, Slovenia, cu o populație de 26 de locuitori.